# Lei Orgânica do Município do Rio de Janeiro
A Lei Orgânica do Município do Rio de Janeiro é a lei municipal principal. ou lei fundamental que rege a municipalidade e sendo oriunda da competência própria do processo legislativo do Município do Rio de Janeiro, a capital do estado brasileiro do Rio de Janeiro, em obediência à emanação da Constituição Federal e da Constituição estadual

## História
A Constituição brasileira de 1891. oficializou a tradição para que os  municípios fossem regidos por um diploma legal denominado lei orgânica ou lei de organização dos municípios, mas era um instituto de competência das Assembleias Legislativas estaduais E as  Constituições do estado do Rio de Janeiro detalham o instituto e seus textos.

### Distrito Federal
Devido a condição de ser Distrito Federal, a lei de organização municipal não competiu à Assembleia Legislativa do Rio de Janeiro, e sim do Congresso Nacional, que o fez por meio da Lei Nº 85, sancionada pelo Presidente da República, no dia 20 de setembro de 1892.

### Artigo 11 do Ato das Disposições Transitórias da Constituição Federal de 1988
Com a Constituição de 1988  a competência das Assembleias Legislativas foi transferida para as próprias Câmaras Municipais redigir, discutir, votar e promulgar as leis Orgânicas Municipais..

### 1990
Assim, seguindo o que dispõe o parágrafo único do art. 11 do Ato das Disposições Constitucionais Transitórias da Constituição brasileira de 1988, a Lei Orgânica do Município do Rio de Janeiro foi promulgada pela Assembleia Municipal Constituinte no dia 5 de abril de 1990 e publicada no Diário Oficial do Município do Rio de Janeiro na edição do dia 6 de abril de 1990.

## Texto
A redação do corpo ou texto original da Lei Orgânica do Município do Rio de Janeiro compõe-se de uma literatura com 482 artigos e, a estes, acrescentam-se 99 artigos do texto das Disposições Gerais e Transitórias.

### Preâmbulo
| “ | NÓS, representantes do povo carioca, constituídos em Poder Legislativo Orgânico, reunidos no Palácio Pedro Ernesto, sede da Câmara Municipal do Rio de Janeiro, dispostos a assegurar à população do Município a fruição dos direitos fundamentais da pessoa humana e o acesso à igualdade, à justiça social, ao desenvolvimento e ao bem-estar, numa sociedade solidária, democrática, policultural, pluriétnica, sem preconceitos nem discriminação, no exercício das atribuições que nos confere o art. 29 da Constituição da República Federativa do Brasil e o art. 342 da Constituição do Estado do Rio de Janeiro, sob a proteção de Deus, promulgamos a seguinte LEI ORGÂNICA DO MUNICÍPIO DO RIO DE JANEIRO. | ” |

### Constituintes
O texto tem a relação dos seguintes vereadores que compuseram a Assembleia Municipal Constituinte:
- Francisco Milani, Presidente da Assembleia Municipal Constituinte
- Mário Dias, 2º Vice-Presidente
- Wagner Siqueira, 1º Secretário
- Sérgio Cabral, 1º Suplente
- Aarão Steinbruch, 2º Suplente
- Beto Gama, Relator
- Edson Santos, Vice-Relator
- Laura Carneiro, Relator-Adjunto;
- Adilson Pires-PT, Alfredo Syrkis, Américo Camargo, Augusto Paz, Bambina Bucci, Carlos Alberto Torres, Carlos de Carvalho, Celso Macedo, César Pena, Eliomar Coelho, Fernando William, Francisco Alencar, Ivanir de Mello, Ivo da Silva,Jorge Pereira, José Richard, Lícia Maria Caniné, Maurício Azêdo, Nestor Rocha, Neuza Amaral, Paulo César de Almeida, Paulo Emílio, Roberto Cid, Ronaldo Gomlevsky, Sami Jorge, Tito Ryff, Túlio Simões e Waldir Abrão.